# Thierry Frémont

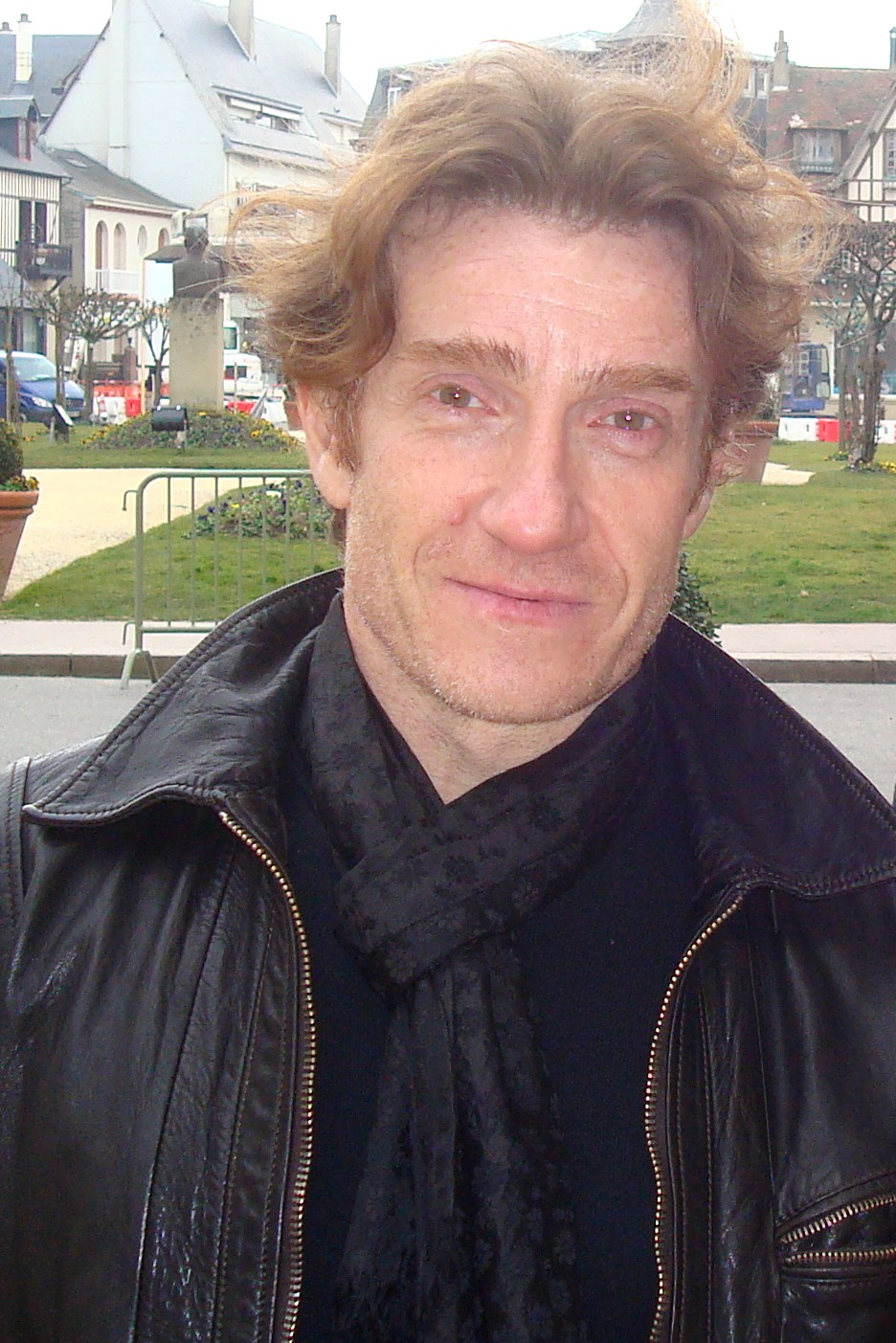
Thierry Frémont (2010)

Thierry Frémont (* 24. Juli 1962 in Ozoir-la-Ferrière) ist ein französischer Schauspieler.

## Leben und Karriere
Der Sohn eines Metzgers absolvierte seine Schauspielausbildung zunächst am Cours Florent, wo er von Francis Huster unterrichtet wurde, und dann am Conservatoire national supérieur d’art dramatique.
Frémonts Schaffen für Film und Fernsehen umfasst mehr als 100 Produktionen. 1987 war er das erste Mal im Film Travelling Avant in der Rolle eines jungen Myopathen zu sehen. Für diese Rolle wurde er 1988 mit einem César prämiert. Im gleichen Jahr wurde er mit dem Patrick-Dewaere-Preis ausgezeichnet. Ebenfalls 1987 wirkte er in dem Film Barbarische Hochzeit mit. 1997 trat er in dem Film Les Démons de Jésus auf.
2004 stellte er in dem Fernsehfilm Im Kopf des Mörders (Dans la tête du tueur) den Serienmörder Francis Heaulme dar und gewann dafür einen Emmy. 2006 trat er in dem Theaterstück Doute von Roman Polański auf. 2018 war er in der Serie Das Boot zu sehen.

## Filmografie (Auswahl)
- 1987: Barbarische Hochzeit (Les Noces barbares)
- 1996: Launen eines Flusses (Les caprices d’un fleuve)
- 1999: Le fils du Français
- 2002: Femme Fatale
- 2004: Im Kopf des Mörders
- 2009: Staatsfeinde – Mord auf höchster Ebene (Une affaire d’état)
- 2010: Die Kinder von Paris (La rafle)
- 2010: Kalte Rache (La Vénitienne)
- 2010: Djinns – Dämonen der Wüste (Djinns)
- 2011: Ein freudiges Ereignis (Un heureux événement)
- 2016: Allied – Vertraute Fremde (Allied)
- 2018: Das Boot (Fernsehserie)
- 2021: Schwarz wie Schnee (Noir comme neige)